# Antônio Mazzarotto
Antônio Mazzarotto (* 1. September 1890 in Santa Felicidade, Curitiba, Brasilien; † 15. Juli 1980) war ein brasilianischer Geistlicher und römisch-katholischer Bischof von Ponta Grossa.

## Leben
Antônio Mazzarotto empfing am 23. November 1914 das Sakrament der Priesterweihe.
Am 16. Dezember 1929 ernannte ihn Papst Pius XI. zum ersten Bischof des bereits 1926 errichteten Bistums Ponta Grossa. Der Apostolische Nuntius in Brasilien, Enrico Kardinal Gasparri, spendete ihm am 23. Februar des folgenden Jahres die Bischofsweihe; Mitkonsekratoren waren Erzbischof Francesco Cherubini, emeritierter Nuntius in Jugoslawien, und Ignacy Maria Dobowski, emeritierter Bischof von Luzk.
Er nahm an der ersten Sitzungsperiode des Zweiten Vatikanischen Konzils als Konzilsvater teil. Bereits im November 1960 erhielt er mit Geraldo Micheletto Pellanda einen Koadjutor an die Seite gestellt.
Am 20. März 1965 nahm Papst Paul VI. seinen Rücktritt an und ernannte ihn zum Titularbischof von Octabia. Aufgrund der geänderten Vergaberichtlinien verzichtete er am 16. März 1971 auf seinen Titularsitz.